# L. & C. Steinmüller
Die L. & C. Steinmüller GmbH (LCS) war ein international tätiges Unternehmen des Dampfkessel- und Anlagenbaus/Umwelttechnik mit Stammsitz in Gummersbach.
Zu ihrer Blütezeit in den 1970er Jahren beschäftigte die Gesellschaft einschließlich ihrer Beteiligungsgesellschaften und Tochterunternehmen in Finnland und Südafrika über 5000 Mitarbeiter. In Südafrika wurde ein Großteil der Dampfkessel für Kraftwerke mit einer Leistung von 500 bzw. 600 MW von LCS hergestellt.
1998/99 wurde LCS an Babcock Borsig verkauft und ging mit dieser im Jahr 2002 in die Insolvenz.
Im Zuge der Insolvenz wurde das Firmengelände von LCS im Stadtzentrum von Gummersbach für vier Millionen Euro durch die Stadt Gummersbach erworben.

## Geschichte

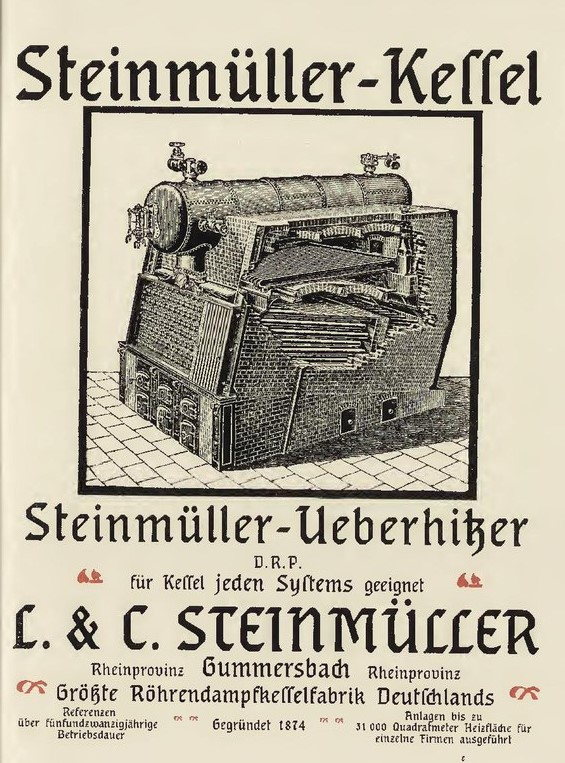
Anzeige für die Pariser Weltausstellung 1900

Das Unternehmen L. & C. Steinmüller (LCS) hatte seine Wurzeln in der 1855 von dem Musiklehrer Peter Wilhelm Eberhard Steinmüller zusammen mit seinen drei Söhnen Wilhelm (1836–1910), Lebrecht (1838–1899) und Carl Hugo (1840–1909) in Gummersbach gegründeten Papierfabrik zur Herstellung von Wachs- und Glaspapier. Während sich der älteste Sohn Wilhelm als Textilkaufmann selbstständig machte, übernahmen Lebrecht und Carl 1866 das Unternehmen und gaben ihm den Namen Papierfabrik L&C Steinmüller.
In den 1870er Jahren wurde in England eine Lokomobile für den Straßenverkehr erworben, um den Transportanforderungen der steigenden Produktion gerecht zu werden. Die Lokomobile basierte auf dem Funktionsprinzip des Großwasserraumkessels. Daher konnte der Wasserstand beim Fahrbetrieb in dem hügeligen Gelände um Gummersbach nicht konstant gehalten werden, was zu zahlreichen Ausfällen führte. Die Lösung dieser Probleme und die Zusage Lebrechts an seinen Schwiegervater, den Druckereibesitzer Friedrich Luyken, ihm für seine Druckerei einen Dampfkessel zu bauen, führte zur Produktion von Dampferzeugern nach dem Funktionsprinzip der Wasserrohrkessel, die 1873 in das Produktionsprogramm aufgenommen wurden. Seitdem nannte sich die Firma Papier-, Kesselfabrik und Eisengießerei von L&C Steinmüller (LCS). 1874 wurde in der Druckerei Friedrich Luyken der erste Steinmüller-Dampferzeuger in Betrieb genommen. Er lieferte dort bis 1883 Dampf für die Dampfmaschine und wird seit 1924 im Deutschen Museum in München ausgestellt. 1902 baute Steinmüller als erste deutsche Kesselfabrik Economiser. 1930 wurde der erste Steinmüller-Kessel mit Kohlenstaubfeuerung gebaut und 1953 der erste Kessel mit Stufenschmelzkammer. 1954 wurde der erste Steinmüller-Zwangsdurchlaufkessel gebaut, der zum damaligen Zeitpunkt der größte der Welt war. 1968 wurde der zur damaligen Zeit größte Schmelzkessel mit einer Leistung von 1000 t/h errichtet.
Die Anzahl der Mitarbeiter stieg von 650 im Jahre 1909 auf 2386 im Jahr 1937. Von 1945 bis 1964 war der Ingenieur Jean-Gustave Stoltenberg-Lerche (1898–1979) alleiniger Geschäftsführer der Firma „L. & C. Steinmüller GmbH“, zu seinen Nachfolgern in Gummersbach gehörte der Diplomingenieur Fritz J. Adrian (* 1930) aus Oberkassel.
Während der NS-Zeit arbeiteten bis zu 190 Zwangsarbeiter für die Firma Steinmüller – ca. 50 aus Frankreich (von März 1943 bis März 1945) und ca. 130–140 aus Russland (April 1944 bis Mai 1945).
Mitte der 1970er Jahre war die Belegschaft auf weltweit 5000 Mitarbeiter angewachsen. Die Papierproduktion wurde 1971 aufgegeben. LCS blieb bis 1990 ein konzernfreies Unternehmen in Familienbesitz und wurde dann an den Baukonzern Philipp Holzmann (74,9 %) und die VEW in Dortmund (25,1 %) verkauft.
Zwischen 1994 und 1999 war die LCS in die Kölner Spendenaffäre (auch Müllaffäre oder Müllskandal) verwickelt, sie soll gegen Großspenden wirtschaftlich vom Bau der Müllverbrennungsanlage Köln-Niehl profitiert haben.
1999 ging die Philipp Holzmann AG in Konkurs und ihre Anteile wurden für 340 Mio. DM von der Deutschen Babcock AG (später Babcock Borsig AG) übernommen. Danach wurde die Fertigung in Gummersbach geschlossen und die Energietechnik nach Oberhausen verlegt. Die Umwelttechnik wurde zunächst unter dem Namen Babcock-Steinmüller Environment und ab November 1999 unter der Bezeichnung Babcock Borsig Power Environment in Gummersbach fortgeführt. Es folgten der Aufkauf der Noell KRC Energie- und Umwelttechnik GmbH im September 2000 sowie der Aufkauf der SWR Steinmüller Rompf Wassertechnik GmbH im Juni 2002.
Als Teil der Babcock Borsig AG ging die LCS 2002 mit dieser in die Insolvenz.

## Nach der Insolvenz

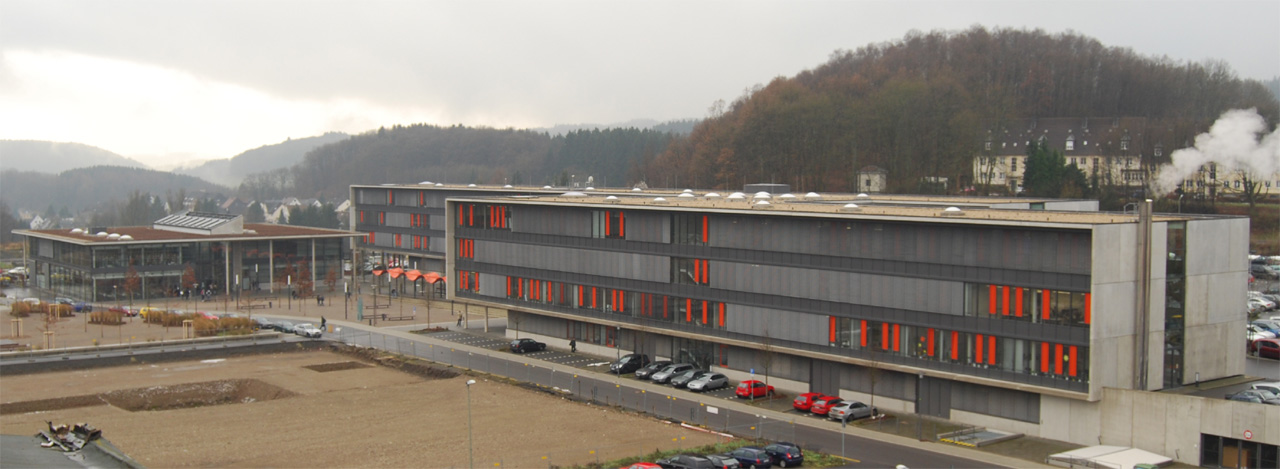
Der neue Campus Gummersbach der FH Köln von einer der Steinmüller-Hallen gesehen.

Aus der Babcock Borsig gingen mit der Steinmüller Serviceleistungen GmbH in Gummersbach und der Steinmüller Instandsetzung Kraftwerke (einer 100-prozentigen Tochter von Babcock Borsig mit Sitz im Kraftwerk Jänschwalde) zwei Unternehmen hervor, die ihre Wurzeln bei L. & C. Steinmüller haben.
Darüber hinaus wurde der Service-Bereich der südafrikanischen LCS-Tochter im Jahr 2003 von der Babcock Borsig Service (zur damaligen Zeit eine Tochter des Finanzinvestors Deutsche Beteiligungs AG) übernommen. Er firmierte zunächst unter Steinmüller Engineering Services und führte damit die traditionsreichen Kesselbauaktivitäten der LCS in Südafrika fort. Im April 2005 wurde die Babcock Borsig Service von Bilfinger übernommen und dort der Bilfinger Power Systems zugeordnet.
Die Umwelttechnik am Standort Gummersbach wurde weitergeführt und im April 2003 vollständig von Fisia Italimplanti S.p.A. übernommen. Sie firmierte daraufhin unter Fisia Babcock Environment. Nachdem Fisia Babcock Environment im Mai 2014 Teil des japanischen Unternehmen NIPPON STEEL & SUMIKIN ENGINEERING Co., Ltd. (NSENGI) geworden ist, erfolgte im Rahmen dieser Akquisition ein erneuter Namenswechsel in Steinmüller Babcock Environment GmbH (SBENG).
Kein Nachfolgeunternehmen der Babcock Borsig AG, aber der Tradition der LCS verpflichtet ist die 2003 gegründete Steinmüller Engineering GmbH mit Sitz auf dem Steinmüllergelände in Gummersbach. Initiiert wurde die Gründung von ehemaligen leitenden Angestellten der LCS. Nach einer Beteiligung und der späteren, vollständigen Übernahme durch die Siemens AG erwarb im Jahr 2014 die japanische IHI-Gruppe sämtliche Anteile und unterstützt das Geschäft der weiter unter gleichem Namen und als GmbH operierenden Firma durch Kooperationen im Bereich der Energie- und Umwelttechnik.
Nach dem Kauf im Juli 2002 durch die Stadt Gummersbach wird das Gelände im Zuge des Strukturprogrammes Regionale 2010 städtebaulich entwickelt. Ein großer Teil der Fabrikhallen des Steinmüller-Geländes wurden abgerissen. Diese Flächen und erhaltene Hallen waren vorübergehend eine Industriebrache.
Am 2. November 2007 wurde der Campus Gummersbach der Technischen Hochschule Köln eröffnet. Am 14. Juni 2008 fand der Erste Spatenstich für den Neubau der Firmenzentrale von Ferchau statt. Weiterhin wurde mit der Schwalbe-Arena eine Sport- und Veranstaltungshalle mit ca. 4000 Sitzplätzen vornehmlich für den VfL Gummersbach gebaut. Eine ehemalige Produktionshalle wurde umgebaut und 2013 als Veranstaltungszentrum Halle 32 eröffnet. Im September 2015, wurde das neue Einkaufszentrum Forum eröffnet. Zuletzt wurde Mitte 2019 das neue Kino SEVEN Gummersbach eröffnet.

## Bedeutende Kesselbauten der LCS

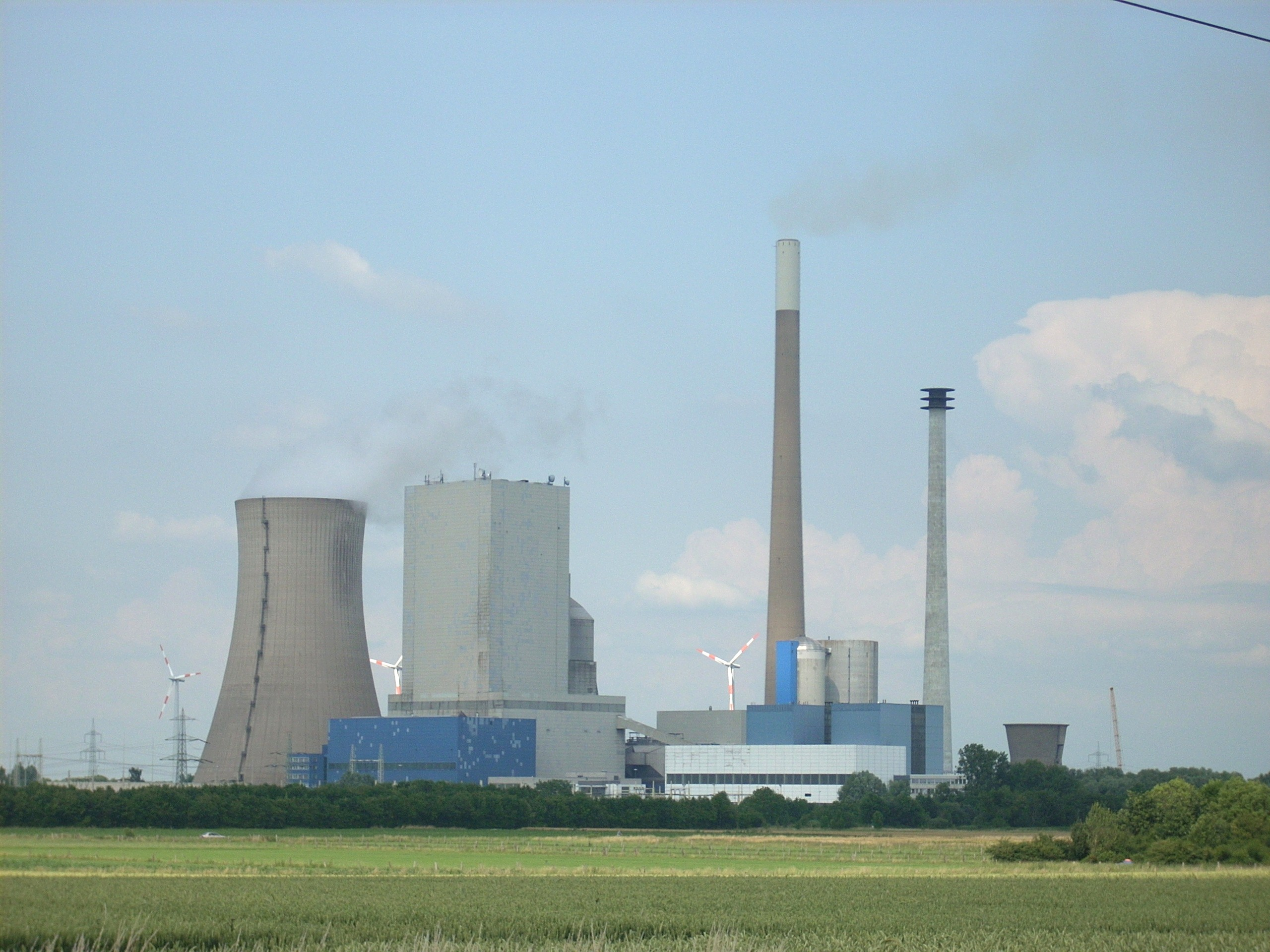
Kraftwerk Mehrum

- Kraftwerk Gustav Knepper (Steinkohle), Deutschland, 300 MW, 1969
- Niederaußem (Braunkohle), Deutschland, 600 MW, 1972
- Scholven (Öl), Deutschland, 714 MW, 1972
- Weiher III (Steinkohle), Deutschland, 707 MW, 1974
- Mehrum (Steinkohle), Deutschland, 700 MW, 1979
- Grootvlei Power Station, Südafrika, 1 × 200 MW, 1973[10]
- Hendrina Power Station, Südafrika, 5 × 200 MW, 1970–1976[11]
- Kriel Power Station, Südafrika, 6 × 500 MW, 1979[12]
- Duvha Power Station, Südafrika, 6 × 600 MW, 1975–1984[13]
- Tutuka Power Station, Südafrika, 6 × 609 MW, 1985–1990[14]
- Majuba Power Station, Südafrika, 3 × 665 MW, 3 × 716 MW, 1983–2001[15]

## Steinmüller-Taschenbücher
In der Branche begehrt waren die Steinmüller-Taschenbücher, die vom Vulkan-Verlag verlegt wurden. Es sind kleine handliche Taschenbücher, in denen das Fachwissen konzentriert zusammengestellt war. Insgesamt wurden vier Taschenbücher aufgelegt.
- Steinmüller Taschenbuch Kraftwerks- und Anlagenbau von Obering. W.E. Fuchs
- Steinmüller Taschenbuch Dampferzeugertechnik von Dr.-Ing. Ulrich Witte
- Steinmüller Taschenbuch Rohrleitungstechnik von Prof. Dr.-Ing. Dieter Schmidt
- Steinmüller Taschenbuch Wasserchemie von Dr. rer. nat. Günter Wieland, J. Frenzel

Frühere Ausgaben ohne Verlagsangabe:
- Steinmüller Kesseltechnisches Taschenbuch erweiterte 22. Folge von 1963
- Steinmüller Wasserchemisches Taschenbuch 2. verbesserte Auflage von 1951; Dr. A. Volk